# Пралунго
Пралунго (итал. Pralungo) је насеље у Италији у округу Бијела, региону Пијемонт.
Према процени из 2011. у насељу је живело 1866 становника. Насеље се налази на надморској висини од 544 м.

## Становништво
Према резултатима пописа становништва 2011. у општини је живело 2.639 становника.
| 1931. | 1936. | 1951. | 1961. | 1971. | 1981. | 1991. | 2001. | 2011. |
| ----- | ----- | ----- | ----- | ----- | ----- | ----- | ----- | ----- |
| 3.095 | 3.064 | 3.152 | 3.226 | 3.153 | 2.914 | 2.730 | 2.743 | 2.639 |